# Pan (película)
Pan (conocida como Peter Pan en Hispanoamérica, y Pan (Viaje a Nunca Jamás) en España) es una película de aventuras, infantil y fantasía británico-estadounidense de 2015 dirigida por Joe Wright. Está protagonizada por Hugh Jackman, Garrett Hedlund, Rooney Mara, Levi Miller y Amanda Seyfried. Es una Precuela del Libro Escrito por J.M. Barrie Peter Pan y Wendy de 1904.

## Argumento
Peter es un bebé que es abandonado en las escaleras de un orfanato en Londres por su madre Mary (Amanda Seyfried), un establecimiento bajo el cuidado de la madre Barnabas (Kathy Burke). Doce años más tarde, durante la Segunda Guerra Mundial, Peter (Levi Miller) y su mejor amigo, Nibs (Lewis MacDougall), viven jugando y haciendo trabajo infantil en el orfanato, cuando, un día, se dan cuenta de que han desaparecido dos niños más, creyendo que son adoptados. La madre Barnabas los obliga a hacer trabajo forzado limpiando. Ese día, mientras Nibs limpia las hojas, Peter dibuja a su madre con tiza, y la madre Barnabas le quita el dibujo echándole a Peter una cubeta con agua sucia encima. Por la noche, mientras hay una alarma de guerra y todos los niños están fuera con las hermanas, Peter y Nibs encuentran un pasaje secreto que los lleva a un lugar donde la madre Barnabas acapara toda la comida. Tratan de robarla para distribuirla entre ellos mismos y los otros huérfanos, pero son atrapados. En el proceso, Peter encuentra una carta escrita por su madre, declarando su amor y asegurando que se reunirá de nuevo con él, "en este mundo o en el otro".
En represalia por la travesura de los niños, la madre Barnabas golpea con una regla a Peter y a Nibs en sus manos, dejándolas heridas. Esa noche, la madre Barnabas convoca a los piratas, que entran por los huecos del techo del dormitorio general y secuestran a Nibs y varios huérfanos más. Peter intenta escapar por la puerta, pero la madre Barnabas la abre y con una escoba golpea a Peter en el estómago devolviéndolo al dormitorio, y un pirata lo atrapa y se lo lleva al barco. Nibs se las arregla para saltar del barco pirata y escapar, pero Peter no lo hace, dejando a Nibs en el techo del orfanato. Peter es capturado y llevado al país de Nunca Jamás, un reino mágico más allá del espacio y del tiempo, donde se ve obligado a convertirse en un trabajador esclavo y extraer polvo de hadas en nombre del despiadado pirata Barbanegra (Hugh Jackman), que lo utiliza para mantenerse joven. Peter se hace amigo de otro minero, James Hook (Garrett Hedlund). Después de insultar a los hombres de Barbanegra, Peter se ve obligado a caminar por la plancha, pero sobrevive al volar por encima del agua. Barbanegra, entonces, confía en él una antigua profecía de que un niño que podía un día volar, para luego matarlo.
Peter se une a Hook y su cómplice, Sam "Smee" Smiegel (Adeel Akhtar), y roban uno de los barcos que navega Barbanegra y escapan hacia el bosque. Allí se encuentran y casi son ejecutados por los indígenas, liderados por el jefe Pequeño Gran Pantera (Jack Charles), antes de que su hija, Tiger Lily (Rooney Mara), vea el pendiente de flauta que le dejó Mary a Peter, y dice que pertenecen al héroe más grande de la gente, el legendario Pan. Tiger Lily revela que el padre de Peter fue el príncipe de hadas, pero Mary se incurrió en la ira de Barbanegra rechazando sus avances, y se vio obligada a abandonarlo y buscar refugio en el reino de las hadas. Como parte de su herencia, Peter tiene la capacidad de volar, pero es incapaz de hacerlo, debido a su falta de fe. Tiger Lily también se encuentra con él, diciéndole que su madre está viva, por lo que se queda en Nunca Jamás.
Temeroso del castigo de Barbanegra, Smee traiciona a los nativos, revelándole su ubicación, y en la batalla que siguió, El Jefe Pantera es asesinado por Barbanegra, al ver que Lily estaba por correr la misma suerte. Garfio le revela que hay un mapa secreto al reino de las hadas. Mientras esto ocurre, Peter distrae a los piratas para que los nativos puedan contraatacar. En un descuido, es interceptado por Barbanegra y, antes de matarlo, le revela que mató a su madre. Antes de ejecutarlo, Peter es salvado por Hook, y Tiger Lily, y estos logran escapar en un ave, en busca del reino de las hadas, para conseguir su ayuda para luchar contra los piratas. En el camino, Peter cae en el río y  casi es comido por un cocodrilo, antes de ser rescatado por las sirenas. Mientras James investiga, Tigrilla le muestra una visión de su madre ayudando y luchando junto a los nativos y a las hadas en contra de Barbanegra, quien, en una pelea con ella, termina matándola accidentalmente. Peter se da cuenta de que su madre fue una guerrera que murió defendiendo el reino de las hadas de su ofensiva. Garfio regresa y les cuenta que encontró un barco volador, diciendo que puede repararlo para irse de la isla. Tigrilla le recrimina diciéndole que es un cobarde y este, le pide que vaya con él, pero ella y Peter se niegan. Abatido por la decisión de ambos, procede a abandonar la isla.
Peter y Tiger Lily llegan al reino de las hadas, solo para ser emboscados por Barbanegra, que utiliza el colgante de flauta de Pan para abrir sus puertas y lanzar un ataque.
Estando aprisionados, Peter y Lily ven con tristeza que Barbanegra quema a las hadas; llorando, le ruega que se detenga pero Barbanegra se ríe, diciéndole que sea un hombre y se arrodille, a lo que Peter se niega, diciendo que es hijo de una gran guerrera y un príncipe. Barbanegra, enojado con su respuesta, procede a matarlos por fin, pero son salvados una vez más por Garfio, quien vuelve para la lucha final contra los piratas. Mientras Tigrilla combate a los piratas, Bishop, la mano derecha de Barbanegra, pelea y domina fácilmente a Garfio pero este, logra soltarse al ver que Peter salta hacia el barco para ayudarlo. Al no haber nadie que maneje el barco, este impacta en una montaña de pixum, James logra sostenerse, pero, al no resistir el suficiente peso, se suelta y cae hacia su muerte junto a Bishop. Peter logra vencer su miedo y vuela para salvarlo y pone a salvo a Garfio, mientras este le pide que ayude a Tiger Lily. Dirigiéndose hacia la nave de Blackbeard, se hace amigo de una de las hadas, llamada Campanita. Juntos, reúnen a las demás hadas para combatir a los piratas. Mientras Tigrilla escapa, Barbanegra y sus hombres son dominados por las hadas, destrozando el barco que cae hacia el abismo, y que posteriormente, los lleva a sus muertes. Smee logra sobrevivir por haber huido de la batalla. Peter, entonces, tiene una última visión de su madre, donde reafirma que él es el salvador de Nunca Jamás, aquel llamado Peter Pan. Poco después, James, ahora conocido como Capitán Garfio, navega el Jolly Roger, junto a Pan y Lily, los cuales regresan a Londres para rescatar a Nibs y los otros huérfanos, que se convierten en parte de la tripulación de Peter, los niños perdidos. James le pide a Lily que dirija el curso hacia la derecha y directo al amanecer. Mientras todos festejan con alegría, Peter le pregunta a Garfio que si siempre serán amigos, a lo que este responde afirmativamente, con la certeza de que nada irá mal entre ellos.

## Elenco
- Hugh Jackman como Barbanegra.[1]
- Levi Miller como Peter Pan.[2]
- Garrett Hedlund como Capitán Garfio.[3]
- Rooney Mara como Tigrilla.
- Adeel Akhtar como Smee.[3]
- Amanda Seyfried como Mary.[4]
- Lewis MacDougall como Nibs.[4]
- Jack Charles como Jefe Pantera.[3]
- Kathy Burke como Madre Barnabas.
- Nonso Anozie como Bishop.
- Na Tae-joo como Kwahu.[5]
- Cara Delevingne como las sirenas.[6]
- Paul Kaye como Mutti Voosht.
- Emerald Fennell como Comandante.
- Jack Lowden como Dobkin.[7]

## Producción
El 12 de diciembre de 2013, Warner Bros. fijó una fecha de estreno para el 26 de junio de 2015 con Joe Wright como director. El 17 de enero de 2014, la fecha de estreno fue retrasada tres semanas al 17 de julio de 2015. El 11 de diciembre de 2014, la fecha de estreno fue cambiada a una semana, al 24 de julio de 2015.
Garrett Hedlund fue elegido como una versión joven del Capitán Garfio. El 24 de enero de 2014, Jackman fue agregado al elenco como el pirata Barbanegra. En febrero, hubo una llamada para ser Peter Pan, con Levi Miller obteniendo el papel. En abril, Amanda Seyfried fue incluida en el elenco. En agosto, Cara Delevingne fue elegida para hacer de una sirena